# Dímelo En La Calle
Dímelo En La Calle é o décimo-terceiro álbum de estúdio do cantor e compositor espanhol Joaquín Sabina lançado em 2002 pelo selo BMG Music, com a produção novamente de seus parceiros musicais, o guitarrista Pancho Varona e o tecladista Antonio García de Diego. As faixas principais deste disco são "Yo También Sé Jugarme La Boca", "La Canción Más Hermosa del Mundo" e também "69 Punto G". O disco vendeu mais de 300 mil cópias.

## Faixas
| N.º | Título                             | Compositor(es) | Duração |  |
| 1.  | "No Permita La Virgen"             |                | 4:13    |  |
| 2.  | "Vámonos Pal Sur"                  |                | 3:37    |  |
| 3.  | "La Canción Más Hermosa del Mundo" |                | 4:55    |  |
| 4.  | "Como Un Dolor de Muelas"          |                | 3:00    |  |
| 5.  | "69 Punto G"                       |                | 4:04    |  |
| 6.  | "Peces de Ciudad"                  |                | 5:06    |  |
| 7.  | "El Café de Nicanor"               |                | 5:00    |  |
| 8.  | "Lágrimas de Plástico Azul"        |                | 3:46    |  |
| 9.  | "Yo También Sé Jugarme La Boca"    |                | 4:32    |  |
| 10. | "Arenas Movedizas"                 |                | 4:50    |  |
| 11. | "Ya Eyaculé"                       |                | 4:40    |  |
| 12. | "Cuando Me Hablan del Destino"     |                | 3:44    |  |
| 13. | "Camas Vacías"                     |                | 5:06    |  |
| 14. | "Semos Diferentes"                 |                | 4:30    |  |